# 映画の一覧
映画の一覧（えいがのいちらん）では、映画分野の一覧記事についてまとめる。
Category:映画の一覧も参照のこと。

## 映画作品の一覧

### 総覧
- 映画作品一覧
  - 年度別日本公開映画
  - 日本の映画作品一覧
    - 日本のアニメ映画作品一覧

### ジャンル別の一覧
- SF映画の一覧
  - 1980年代のSF映画の一覧
  - 1990年代のSF映画の一覧
  - 2000年代のSF映画の一覧
  - 人工知能関連の映画一覧
  - タイムループが登場する映画の一覧
  - 火星を舞台とした映画一覧
- アポカリプス映画の一覧
- ゾンビ映画の一覧
- 恐竜が登場する映画の一覧
- 巨大モンスターが登場する映画の一覧
- ゴジラ映画作品の一覧
- 歴史映画の一覧
- 戦争映画の一覧
  - 第二次世界大戦に関する映画の一覧
  - ベトナム戦争を扱った映画
- パニック映画の一覧
  - 動物パニック映画の一覧
    - サメ映画の一覧
- サバイバル映画の一覧
- 女囚映画の一覧
- 法廷映画の一覧
- 強盗映画の一覧
- エロティック・スリラー映画の一覧
- ヴィジランテ映画の一覧
- ホラー映画の一覧
  - ホリデイ・ホラー映画の一覧

### 原作・製作別の一覧
- ヒット曲映画化作品
- アニメ・漫画の実写映画化作品一覧
- ゲームを原作とする映画一覧

#### 原作者別
- マーベル・コミック原作の映画作品一覧
- 松本清張原作の映画一覧

#### 製作者・出演者別
- ディズニーの短編映画
- 日活ロマンポルノ作品一覧
- ザ・ドリフターズの映画
- アルフレッド・ヒッチコックのカメオ出演一覧
- ジャン＝リュック・ゴダール出演作品一覧
- 日本アート・シアター・ギルド公開作品の一覧

### 歴史事象を主題とした作品の一覧
- 第二次世界大戦に関する映画の一覧
- ベトナム戦争を扱った映画

### 年齢制限のある作品の一覧
- 日本における年齢制限映画
  - PG-12指定の映画一覧
  - R-15指定の映画一覧
  - R-18指定の映画一覧
  - 制限指定のアニメ一覧
- アメリカにおける年齢制限映画
  - PG指定の映画一覧 (米国)
  - PG-13指定の映画一覧
  - R指定の映画一覧 (米国)
  - NC-17指定の映画一覧

### 特定の地域を舞台とした作品一覧
- 日本を舞台にしたアメリカ映画一覧
- 東京を舞台にした映画作品
- ローマを舞台とした作品一覧

### その他の特殊な作品一覧
- 実在する特定の病気を主題とした映画の一覧
- 着色された映画の一覧
- 同時期に製作され類似した内容の映画の一覧
- 日本統治時代の朝鮮の映画作品の一覧
- 邦題を複数持つ作品一覧
- エッセンシャル・シネマの映画一覧
- 「オブ・ザ・デッド」で終わる作品の一覧
- オリンピック公式記録映画一覧
- ジョージ・ウォーカー・ブッシュに関する書籍・映画の一覧
- ファックという言葉が多く使われた映画一覧
- フィルムが現存しない映画の一覧
- フィルムが再発見された映画の一覧
- フィルムが部分的に現存している映画
- シリーズ映画作品一覧 → Category:映画のシリーズ

## 映画記録の一覧

### 興行成績・記録
- 興行収入上位の映画一覧
- 製作費が高額な映画一覧
- 赤字映画の一覧

### 選出された映画作品・俳優などの一覧
- AFIによる「AFIアメリカ映画100年シリーズ」
  - アメリカ映画ベスト100
  - 映画スターベスト100
  - コメディ映画ベスト100
  - スリルを感じる映画ベスト100
  - 情熱的な映画ベスト100
  - ヒーローと悪役ベスト100
  - アメリカ映画主題歌ベスト100
  - アメリカ映画の名セリフベスト100
  - 映画音楽ベスト100
  - 感動の映画ベスト100
  - ミュージカル映画ベスト
  - アメリカ映画ベスト100（10周年エディション）
  - 10ジャンルのトップ10
- 英国映画協会が選出
  - 14歳までに見ておきたい50の映画
- キネマ旬報が選出
  - キネマ旬報20世紀の映画スター

## 映画分野の人物の一覧
- 映画監督一覧
  - 日本の映画監督一覧
- 映画プロデューサー一覧
  - 日本の映画プロデューサー一覧
- 映画スタッフ一覧
  - 日本の映画スタッフ一覧
- 映画評論家一覧

## その他の一覧
- 映画用語
- 映画会社の一覧
- 映画の賞
- 映画のジャンル
- 映画祭/国際映画祭
- 世界の映画の一覧（英語版）